# Бондарь, Антон Филиппович
Анто́н Фили́ппович Бо́ндарь (1913—1997) — лейтенант, участник Великой Отечественной войны, Герой Советского Союза (1944).

## Биография
Антон Бондарь родился 22 июня 1913 года в селе Кошев (ныне — Тетиевский район Киевской области Украины) в крестьянской семье. Получил начальное образование, работал бухгалтером в свеклосовхозе. В 1936—1938 годах Бондарь проходил службу в Рабоче-крестьянской Красной Армии. В 1941 году был призван на службу рядовым. Принят в КПСС.
В бою 5 июля 1943 года после ранения штатного командира расчета орудия и наводчика по приказу командира взвода принял командования расчетом на себя. В этом бою расчет уничтожил три танка противника. Под огнём противника расчет форсировал Днепр, Десну, Припять.
В бою близ р. Чернобыль расчет А.Бондаря внезапным огнём со 100 метров уничтожил три средних и один легкий танк противника. Под г. Ровно расчет уничтожил бронетранспортер и большое количество живой силы противника. Сам лично огнём из танкового пулемета сбил истребитель противника. В боях под Краковом расчет младшего сержанта А.Бондаря действовал в составе боевой группы. Скрытно выдвинул пушку на близкое расстояние и внезапным беглым огнём по противнику на высоте обеспечил продвижение батальона. Награждён орденом Славы III степени и медалью «За отвагу».
В бою за населенный пункт Ежовск расчет гвардии сержанта А. Бондарь уничтожил огнём четыре танка. Пятый танк прорвавшийся на огневую позицию батареи уничтожен А. Бондарем лично противотанковой гранатой. Экипаж танка уничтожен огнём расчета из личного оружия.
К августу 1944 года гвардии старший сержант Антон Бондарь командовал расчетом 45-мм пушки (заводской № 6769) артиллерийской батареи 4-го гвардейского стрелкового полка 6-й гвардейской стрелковой дивизии 13-й армии 1-го Украинского фронта. Принимал участие в захвате Сандомирского плацдарма и отражении многочисленных немецких контратак, так при форсировании р. Вислы расчет входил в состав передового отряда 6-й гвардейской стрелковой дивизии. 2 августа 1944 года Бондарь одним из первых в своём подразделении переправился на плоту через Вислу к югу от Сандомира на западный берег под огнём противника. Открыл огонь по противнику, пытавшемуся контратаковать передовой отряд. Расчет уничтожил на плацдарме несколько огневых точек и отразил атаки танков и пехоты противника.
Отличился во время освобождения Польши.
За время боев на р. Висле расчёт А. Бондаря уничтожил 8 танков, 1 бронетранспортёр, 1 самолёт, значительное число техники и большое количество живой силы противника.
Указом Президиума Верховного Совета СССР от 23 сентября 1944 года гвардии старший сержант Антон Бондарь был удостоен высокого звания Героя Советского Союза с вручением ордена Ленина и медали «Золотая Звезда» за номером 2300.
В конце 1944 года А. Ф. направлен на учёбу в Чкаловское зенитное артиллерийское училище. Выпущен в 1946 году в воинском звании лейтенант.
Демобилизован по состоянию здоровья. Вернувшись в родное село, работал бухгалтером в колхозе. Умер 31 января 1997 года, похоронен в селе Клюки Тетиевского района Киевской области.
Был также награждён орденами Отечественной войны 1-й степени, Красной Звезды, Славы 3-й степени, а также рядом медалей.